# オージーン
オージーン（O'G3NE）はオランダの3人組女性ヴォーカル・グループである。

## 来歴
メンバーのLisa Vol、Amy Vol、Shelley Volは、Lisaを長女とする姉妹であり、AmyとShelleyは双子である。元々はLisa, Amy & Shelley名義で活動していたが、2014年のThe Voice of Holland出場の前にO'G3NEに改名した。グループ名O'G3NEの「O」は母親の血液型、「G3NE」はグループの3姉妹を結びつける遺伝子（gene）に由来する。
2007年、オランダ・ロッテルダムで開催されたジュニア・ユーロビジョン・ソング・コンテストにLisa, Amy & Shelley名義で出場した。「Adem In, Adem Uit」を披露し、11位となった。この年のコンテストはユニセフを支援することとなり、メンバーの3人は司会者のSipke-Jan Bousema（オランダのユニセフ国内委員会大使）とともに、ユニセフの活動の一環としてブラジルを訪れた。
2014年、オランダのオーディション番組「The Voice of Holland」に出場する直前に、グループ名をLisa, Amy & ShelleyからO'G3NEに改名した。The Voice of Hollandでは優勝した 。
2016年10月29日に、オランダの放送局AVROTROSによる内部選考により、2017年のユーロビジョン・ソング・コンテストでオランダ代表となることが発表された。代表曲は2017年の初めに公開される。かねてからユーロビジョン・ソング・コンテストへの出場が噂されており、また本人達も出場の意志を表明していた。

## ディスコグラフィー

### O'G3NE
- We Got This

### Lisa, Amy & Shelley
- 300%
- Sweet 16